# Dinastički redovi
Dinastički, monarhijski ili kućni red predstavlja počasno odličje pod kraljevskim pokroviteljstvom. Ovakvu vrstu reda dodjeljuje vladajući monarh ili poglavar nekadašnje vladajuće dinastije, koji je priznat kao legitiman izvor časti (fons honorum). Takvi redovi često se smatraju sastavnim dijelom kulturne i povijesne baštine vladarske obitelji. Tradicionalno su dinastički redovi uspostavljeni ili očuvani kako bi se nagradile zasluge prema monarhu ili njegovoj dinastiji, čime su se jačale veze odanosti i vjernosti kruni.
Paralelno s njima postoje i nacionalni ili državni redovi, koji predstavljaju slična odličja (poput redova za zasluge), ali ih dodjeljuju suverene države, a ne dinastije. Nacionalne redove najčešće dodjeljuju državne vlasti ili republikanske institucije kao priznanje za izniman doprinos naciji – u području politike, kulture, znanosti ili društva. Dok su dinastički redovi duboko ukorijenjeni u monarhijsku povijest i tradiciju, nacionalni redovi odražavaju vrijednosti i prioritete suvremene države. Ove dvije vrste odličja često koegzistiraju, pokazujući raznolikost sustava počasti diljem svijeta.
Međunarodna komisija za viteške redove (ICOC) prati rad dinastičkih revodi i vodi  Registar viteških redova.